# Garfield a zampa libera
Garfield a zampa libera (Garfield Gets Real) è un film d'animazione direct-to-video in computer grafica realizzato nel 2007. È il primo lungometraggio animato basato sul celebre personaggio dei fumetti Garfield, e sarà seguito da Garfield e il laghetto magico e Garfield - Il supergatto.
È uscito il 9 agosto 2007 negli Stati Uniti d'America mentre in Italia il 5 dicembre 2007.

## Trama
Nel mondo dei fumetti, celebri star come Blondie e Dagoberto e Mother Goose and Grimm devono lavorare su un set, come se fosse uno studio cinematografico, per realizzare le proprie strisce che successivamente verranno trasferite sui giornali del mondo reale. Garfield è il personaggio più celebre e lodato dai lettori, e perciò stimato dai suoi simili.
Nonostante la popolarità, Garfield è stressato e annoiato dalla vita ripetitiva in tutti i giorni, e desidera, anche se impossibile, abbandonare la carriera. Un giorno, mentre i protagonisti osservano se le loro strisce hanno divertito la gente grazie ad uno schermo che trasmette dai giornali quello che avviene nella realtà come una videocamera, il tecnico dello studio Eli, per evitare incidenti spiega che vicino allo schermo c'è una sorta di portale che separa il mondo dei fumetti dal mondo reale. Garfield, affascinato da tale mondo, non ci pensa due volte e attraversa di nascosto il portale, divenendo un gatto vero, pronto per una nuova vita senza lavoro.
Anche Odie finisce però erroneamente nel portale. Le cose cominciano a complicarsi quando i due scoprono che non c'è modo per tornare indietro, e il gatto non riesce a pensare di non poter rivedere più i suoi amici, e come se non bastasse, a causa della sua assenza, gli studi delle strisce a fumetti sono intenti a cancellare il suo fumetto e rimpiazzarlo. Da quel momento gli amici di Garfield e Odie devono trovare un modo per riportarli a casa e continuare le strisce del loro amico gatto, che nel frattempo ha incontrato nuovi amici lettori della sua striscia, tra cui il suo simile Shecky.

## Videogioco
Dalla pellicola è stato tratto il videogioco d'azione Garfield Gets Real uscito nell'estate 2009 per Nintendo DS. Il titolo in questione ha ricevuto recensioni negative.

## Sequel
Dal successo riscontrato con questo film, sono stati realizzati due sequel intitolati rispettivamente Garfield e il laghetto magico (2008) e Garfield - Il supergatto (2009).